# Duel (serie de televisión)
Duel (Hangul: 듀얼; RR: Dyooeol), es una serie de televisión surcoreana transmitida del 3 de junio del 2017 hasta el 23 de julio del 2017, a través de OCN.

## Sinopsis
Jang Deuk-cheon, es un oficial de policía que está investigando el secuestro de un niño junto a su amiga y fiscal Choi Jo-hye.
Mientras Deuk-cheon está viajando en una ambulancia con su hija enferma Jang Soo-yeon, quien sufre de leucemia, la ambulancia junto con Soo-yeon son secuestrados, mientras que Deuk-cheon es dejado inconsciente.
Cuando el secuestrador le da una serie de instrucciones sobre lo que tiene que hacer para volver a ver a su hija, Deuk-cheon intenta frenéticamente reunir el dinero. A pesar de que el secuestrador le pide hacer todo sólo y sin la ayuda de nadie, Jo-hye, insiste en rastrear al secuestrador y a sabiendas de que puede poder en riesgo la vida de Soo-yeon, decide enviar investigadores para que sigan a Deuk-cheon.
Mientras busca a su hija, Deuk-cheon se encuentra con Lee Sung-joon y cuando lo reconoce como el secuestrador comienza a golpearlo, sorprendido Sung-joon le suplica que se detenga, ya que no tiene idea de quién es él o lo que está pasando, y aunque Deuk-cheon al inicio no le cree, cuando ve a un joven sonriendo, vestido de negro y que es exactamente igual a Sung-joon, se da cuenta de que es el responsable y comienza a seguirlo, sin embargo logra escaparse.
Cuando Sung-joon es arrestado y condenado por el secuestro de Soo-yeon, Deuk-cheon convencido de su inocencia, lo ayuda a escapar de la cárcel con la esperanza de que ambos puedan encontrar a su hija, Sung-joon acepta, ya que al no recordar nada, está desesperado por descubrir su verdadera identidad. Ambos creen que el responsable de todo, es el hermano gemelo de Sung-joon, Lee Sung-hoon, pero lo que ninguno de los dos sabe, es que en realidad tanto Sung-joon como Sung-hoon son parte de un proyecto de clonación científica.
Pronto ambos comenzaran a investigar la verdad junto con la ayuda de Jo-hye y Ryu Mi-rae.

## Reparto

### Personajes principales
| Actor                      | Personaje                                     | N.º de episodios | Notas |
| -------------------------- | --------------------------------------------- | ---------------- | --- |
| Jung Jae-young             | Jang Deuk-cheon                               | 16               | Es el jefe del escuadrón de crímenes violentos de la policía de Jeongbuk y un padre amoroso, que está dispuesto a hacer cualquier cosa por salvar a su hija, Jang Soo-yeon quien ha sido secuestrada. |
| Kim Jung-eun               | Choi Jo-hye                                   | 16               | Es una fiscal de la Fiscalía del Distrito de Seúl. Es una mujer apasionada por el éxito y es buena en lo que hace, cuyo objetivo es convertirse en la fiscal en jefe. Nació en una familia pobre y gracias a su arduo trabajo y su dura personalidad, tiene el puesto de fiscal. Es amiga de la infancia de Jang Deuk-cheon. |
| Yang Se-jong Song Joon-hee | Lee Sung-joon Lee Sung-hoon Dr. Lee Yong-seob | 16               | Lee Sung-joon: es un joven agradable y dulce, que no recuerda nada y pronto termina ayudando al detective Deuk-cheon a buscar a su hija Jang Soo-yeon. Más tarde descubre que en realidad es un clon, y que Lee Sung-hoon, es su clon y el responsable de una serie de crímenes. Lee Sung-hoon: es un joven malvado y peligroso, así como el responsable de una serie de crímenes, entre ellos secuestros, asesinatos y palizas. Más tarde se revela que en realidad él es el responsable del secuestro de la hija de Duek-cheon. Dr. Lee Yong-seob |
| Seo Eun-soo                | Ryu Mi-rae                                    | 16               | Es una reportera médica, que termina ayudando a Jang Deuk-cheon y Lee Sung-joon a descubrir la verdad, detrás de una serie de crímenes. Aunque Sung-joon tiene problemas de confianza, cuando conoce a Mi-rae pronto comienza a confiar en ella. |

### Personajes secundarios
| Actor               | Personaje             | N.º de episodios | Notas                                                                                              |
| ------------------- | --------------------- | ---------------- | -------------------------------------------------------------------------------------------------- |
| Lee Na-yoon         | Jang Soo-yeon         | -                | Es la hija de Jang Deuk-cheon y padece leucemia.                                                   |
| Choi Woong          | Det. Na Soo-ho        | -                | Es un detective de homicidios de la policía de Jeongbuk y compañero de trabajo de Jang Deuk-cheon. |
| Yoon Kyung-ho       | Det. Lee Hyung-sik    | -                | Es un detective de homicidios de la policía de Jeongbuk y compañero de trabajo de Jang Deuk-cheon. |
| Choi Jae-woong      | Det. Na Soo-ho        | -                | Es un detective de homicidios de la policía de Jeongbuk.                                           |
| Lee Ye-eun          | Na Song-yi            | -                | Es una investigadora de la oficina de la fiscal Choi Jo-hye.                                       |
| Lee Sung-wook       | Go Bon-seok           | -                | Es un investigador de la oficina de la fiscal Choi Jo-hye.                                         |
| Kim Ki-doo          | Kim Ik-hong           | -                | Es un periodista de redes sociales que ayuda a su colega Ryu Mi-rae.                               |
| Kim Bo-jung         | Enfra. Ryu Jeong-sook | -                | Es una enfermera y la madre de Ryu Mi-rae.                                                         |
| Jo Jae-ryong        | Jin Byung-joon        | -                | Es el director médico de la prisión.                                                               |
| Lee Cheol-min       | Det. Park Yoo-shik    | -                | Es un detective.                                                                                   |
| Lim Il-gyu (임일규) | Cha Kil-ho            | -                | Es una persona cercana a Lee Sung-hoon.                                                            |
| Park Ji-il          | Park San-yeong        | -                | Es el presidente de la farmacéutica "San Young".                                                   |
| Kang Ji-hoo         | Park Seo-ryong        | -                | Es el hijo mayor de Park San-yeong.                                                                |
| Cho Soo-hyang       | Park Seo-jin          | -                | Es la hija menor de Park San-yeong.                                                                |
| Lee Hae-young       | Park Dong-sool        | -                | |
| Jo Jae-wan          | Choi Joo-sik          | -                | |

### Otros personajes
| Actor                    | Personaje        | Episodio(s) donde apareció | Notas                                           |
| ------------------------ | ---------------- | -------------------------- | ----------------------------------------------- |
| Jung Dong-gyu            | Woo Byeong-cheon | -                          | Es el fiscal en jefe.                           |
| Yoo Ha-bok (유하복)      | Sr. Han          | -                          | Es el secretario del presidente Park San-yeong. |
| Lee Jae-woo (이재우)     | -                | 3                          | Es un oficial de la policía.                    |
| Choi Kwang-je (최광제)   | Baek             | 3                          | Es el jefe y un traficante de niños.            |
| Kim Dong-beom (김동범)   | Cha Ki-dong      | -                          | Es un amigo de Lee Sung-hoon.                   |
| Joo Boo-jin (주부진)     | -                | -                          | Es la arrendadora de Jang Deuk-cheon.           |
| Keum Dong-hyun (금동현)  | -                | -                          |                                                 |
| Choi Beom-ho (최범호)    | -                | -                          | Es el doctor a cargo de Jang Soo-yeon.          |
| Kim Nan-hee (김난휘)     | Kim Hye-jin      | -                          | Es una donante de óvulos.                       |
| Uhm Soo-jung             | Dra. Han Yoo-ra  | -                          | Es la viuda del doctor Lee Yong-seob.           |
| Lee Seung-joon (이승준)  | -                | -                          | Es un doctor.                                   |
| Baek In-kwon (백인권)    | -                | -                          |                                                 |
| Gam So-hyun (감소현)     | -                | -                          |                                                 |
| Kim Young-hee            | -                | -                          |                                                 |
| Jo Seung-hee (조승희)    | -                | -                          |                                                 |
| Yoon Byung-hee (윤병희)  | -                | -                          |                                                 |
| Yoon Hee-won (윤희원)    | -                | -                          |                                                 |
| Kim Soo-hong (김수홍)    | -                | -                          |                                                 |
| Kim Dae-hyun (김대현)    | -                | -                          |                                                 |
| Park Seong-kyun (박성균) | -                | -                          |                                                 |
| Lee Seo-jun (이서준)     | -                | -                          |                                                 |
| Oh Chang-kyung (오창경)  | -                | -                          |                                                 |
| Yoon Jong-goo (윤종구)   | -                | -                          |                                                 |
| Kang Tae-shik (강태식)   | -                | -                          |                                                 |
| Lee Soon-won (이순원)    | -                | -                          |                                                 |
| Kim Bum-suk (김범석)     | -                | -                          |                                                 |
| Heo Woong (허웅)         | -                | -                          |                                                 |
| Hong Jung-ho (홍정호)    | -                | -                          |                                                 |
| Lee Gyu-sub (이규섭)     | -                | -                          |                                                 |
| Son Sung-chan (손성찬)   | -                | -                          |                                                 |
| Choi Won-yong (최원용)   | -                | -                          |                                                 |

### Apariciones especiales
| Actor                   | Personaje      | Episodios donde apareció | Notas                                                           |
| ----------------------- | -------------- | ------------------------ | --------------------------------------------------------------- |
| Joo Suk-tae             | Ahn Jung-dong  | 1                        | Es el padre de Ahn Hye-joo.                                     |
| Kim Ji-yoo              | Ahn Hye-joo    | 1                        | Es una niña secuestrada.                                        |
| Ha Ji-eun               | -              | 1                        | Es la madre de Ahn Hye-joo.                                     |
| Jung Soon-won           | -              | 1                        | Es una víctima de operación.                                    |
| Shim Wan-joon           | Yang Man-choon | 1-3                      | Es un mafioso.                                                  |
| Kang Min-tae            | -              | -                        | Es un miembro del grupo del mafioso Yang Man-choon.             |
| Jang Ri-woo (장리우)    | Na-rae         | -                        | Es la mano derecha y una de las subordinadas de Yang Man-choon. |
| Kim Kwang-seob (김광섭) | Su-ho          | 1-2                      | Es uno de los subordinados de Yang Man-choon.                   |
| Park Tae-san            | -              | -                        |                                                                 |
| Cuckoo Crew             | -              | 2                        |                                                                 |

## Episodios
La serie está conformada por 16 episodios, los cuales fueron emitidos todos los sábados y domingos a las 22:00 (KST).
A partir del 10 de junio del 2017 la serie siguió emitiéndose todos los sábados y domingos, pero ahora a las 22:20 (KST).

### Raitings
Los números en color rojo indican las calificaciones más bajas, mientras que los números en azul indican las calificaciones más altas.
| Episodio | Fecha de emisión    | Participación promedio de audiencia | Participación promedio de audiencia | Participación promedio de audiencia |
| Episodio | Fecha de emisión    | AGB Nielsen                         | AGB Nielsen                         | TNmS                                |
| Episodio | Fecha de emisión    | Nacional                            | Seúl                                | Nacional                            |
| -------- | ------------------- | ----------------------------------- | ----------------------------------- | ----------------------------------- |
| 1        | 3 de junio de 2015  | 2.028%                              | 2.385%                              | 1.2%                                |
| 2        | 4 de junio de 2017  | 1.938%                              | 2.160%                              | 1.2%                                |
| 3        | 10 de junio de 2017 | 1.966%                              | 2.431%                              | 1.2%                                |
| 4        | 11 de junio de 2017 | 2.182%                              | 2.853%                              | 1.2%                                |
| 5        | 17 de junio de 2017 | 1.502%                              | (N/A)                               | 1.1%                                |
| 6        | 18 de junio de 2017 | 1.949%                              | 2.390%                              | 1.6%                                |
| 7        | 24 de junio de 2017 | 1.530%                              | 1.998%                              | 1.2%                                |
| 8        | 25 de junio de 2017 | 1.796%                              | 2.098%                              | 1.3%                                |
| 9        | 1 de julio de 2017  | 1.666%                              | 1.968%                              | 1.0%                                |
| 10       | 2 de julio de 2017  | 1.703%                              | 1.905%                              | 1.3%                                |
| 11       | 8 de julio de 2017  | 1.567%                              | (N/A)                               | 1.3%                                |
| 12       | 9 de julio de 2017  | 1.730%                              | 1.958%                              | 1.6%                                |
| 13       | 15 de julio de 2017 | 1.426%                              | 1.570%                              | 1.3%                                |
| 14       | 16 de julio de 2017 | 1.598%                              | 1.647%                              | 1.3%                                |
| 15       | 22 de julio de 2017 | 1.316%                              | (N/A)                               | 1.4%                                |
| 16       | 23 de julio de 2017 | 1.668%                              | 1.629%                              | 1.5%                                |
| Promedio | Promedio            | 1.723%                              | -                                   | 1.3%                                |

## Música
El OST de la serie estuvo conformado por dos partes:

### Parte 1
| No. | Intérpretes    | Canción             | Letra                | Canción                       | Duración |
| --- | -------------- | ------------------- | -------------------- | ----------------------------- | -------- |
| 1   | Mad Soul Child | "Nightmare" (악몽)  | HONE y Go Young-hwan | Kang Kyung-ah y Go Young-hwan | 3:48     |
| 2   | -              | "Nightmare" (Inst.) | -                    | -                             | -        |

### Parte 2
| No. | Intérprete | Canción                        | Letra      | Canción    | Duración |
| --- | ---------- | ------------------------------ | ---------- | ---------- | -------- |
| 1   | Kang Si-ra | "Because Of You" (니가 있기에) | Kim Ji-soo | Kim Ji-soo | 3:52     |

## Producción
La serie fue creada por "Studio Dragon".
La dirección estuvo a cargo de Lee Jong-jae (이종재) y por Choi Young-soo (eps. #3-16), quienes contaron con el apoyo de la guionista Kim Yoon-joo (김윤주).
Mientras que la producción fue realizada por Lee Sung-hoon y Yoo Seul-gi, junto con los productores ejecutivos Kim Young-gyu y Kim Sang-heon.
Por otro lado La dirección creativa estuvo a cargo de Lee Suk-young y Han Hye-jin, la cinematografía fue realizada por Jang Deok-hwan y la edición por Choi Jung-won.
La composición musical fue hecha por Eom Ki-yeob.
La primera lectura de guion fue realizada el 31 de marzo de 2017 en Sangam-dong, Seúl, Corea del Sur.